# Yeni Şafak
Yeni Şafak (тур. Ени Шафак — «Новый рассвет») — турецкая ежедневная газета. Основана 19 сентября 1994 года журналистом и бывшим членом правящей Партии справедливости и развития Мехметом Оджактаном в Стамбуле. Слоган — «Türkiye'nin birikimi» (тур. Достояние Турции).
С 1997 года входит в Albayrak Holding, принадлежащий Ахмету Албайраку.
Газету называют лояльной президенту Турции Реджепу Тайипу Эрдогану и правящей Партии справедливости и развития Турции. В разное время газету критиковали за искажение интервью Ноама Хомского, дезинформирующие материалы о протестах в парке Гези в 2013 году, антисемитизм и другие резонансные статьи.